# 우제향

우제 향의 위치

우제향(한국어: 오결향, 중국어: 五結鄉, 병음: Wǔjié Xiāng)은 중화민국 이란 현의 향이다. 넓이는 38.8671km2이고, 인구는 2015년 8월 기준으로 39,466명이다.

## 지리
우제 향은 이란 현의 동부에 위치하고 태평양에 면한다.

## 교통
- 타이완 철로관리국 이란 선
- 국도 5호선